# (4114) Jasnorzewska
(4114) Jasnorzewska – planetoida z pasa głównego asteroid okrążająca Słońce w ciągu 4 lat i 17 dni w średniej odległości 2,54 au. Została odkryta 19 sierpnia 1982 roku w Obserwatorium Kleť w pobliżu Czeskich Budziejowic przez Zdeňkę Vávrovą. Nazwa planetoidy została nadana na cześć Marii Pawlikowskiej-Jasnorzewskiej, polskiej poetki dwudziestolecia międzywojennego. Przed jej nadaniem planetoida nosiła oznaczenie tymczasowe (4114) 1982 QB1.